# Сакро Куоре (Витербо)
Сакро Куоре је насеље у Италији у округу Витербо, региону Лацио.
Према процени из 2011. у насељу је живело 21 становника. Насеље се налази на надморској висини од 311 м.